# Île de Broc
L'île de Broc ou du Broc est une île fluviale de l'Adour, située sur la commune d'Urcuit.

## Histoire
Le 1er janvier 1814, deux compagnies françaises placées dans l'île pour protéger des travaux de fortifications, sont attaquées par les Britanniques. 
Une métairie y fut construite vers 1825.